# Jakub Olbracht Szczawiński
Jakub Olbracht Szczawiński herbu Prawdzic (zm. w 1688 roku) – wojewoda inowrocławski w latach 1679–1688, kasztelan inowrocławski w latach 1669–1679, starosta łęczycki w latach 1655–1688, starosta gąbiński od 1655 roku, (jeszcze w 1669 roku).
Urodził się w rodzinie Jakuba Szczawińskiego, wojewody brzesko-kujawskiego i Zofii z Sokołowskich. Jego braćmi byli: Samuel Konstanty Szczawiński i Paweł Ludwik. Poseł na sejm koronacyjny 1649 roku z województwa łęczyckiego.
Był elektorem Michała Korybuta Wiśniowieckiego z województwa łęczyckiego w 1669 roku.